# Centaurea pichleri
Centaurea pichleri — вид квіткових рослин родини айстрових (Asteraceae). Ареал: Болгарія, Греція, Туреччина.

## Середовище
Населяє степи.

## Морфологічна характеристика
Це багаторічник 5–10 см заввишки, сіро-волосистий. Нижні листки цілокраї, видовжено-лопатоподібні, тупі, звужені до черешка, стеблові листки лінійно-ланцетні, сидячі. Квіткові голови поодинокі. Квіточки фіолетово-блакитні. Період цвітіння: весна, початок літа.